# Am I Ever Gonna See Your Face Again
Am I Ever Gonna See Your Face Again är en australiensisk rocksingel skriven av Doc Neeson, John Brewster och Rick Brewster. Låten är framförd av bandet The Angels. Låten var initialt inspelad som en ballad i mars 1976 men släpptes om som en rocklåt. Låten är mest känd på grund av publikens vulgära svar, "No way, get fucked, fuck off", till livespelningarna av låten. Detta publikutrop har beskrivits av The Guardians Darryl Mason som "ett av de mest kända i australisk rockhistoria". Låten nådde plats 58 på ARIA Charts och stannade på listan i 16 veckor.

## Musiker
The Angels bandmedlemmar
- Chris Bailey - basgitarr
- Buzz Throckman - trummor
- John Brewster - kompgitarr, bakgrundssångare
- Rick Brewster - gitarr
- Doc Neeson - sång